# روي رايت (لاعب كرة قدم)
روي رايت (بالإنجليزية: Roy Wright)‏ هو معلق رياضي ولاعب كرة قدم أسترالي، ولد في 23 فبراير 1929، وتوفي في 30 يوليو 2002. لعب مع نادي ريتشموند لكرة القدم.

## وصلات خارجية
- روي رايت على موقع AustralianFootball.com (الإنجليزية)
- روي رايت على موقع AFLtables.com (الإنجليزية)